# Cotoneaster franchetii
Cotoneaster franchetii là loài thực vật có hoa trong họ Hoa hồng. Loài này được Bois mô tả khoa học đầu tiên năm 1902.

## Hình ảnh

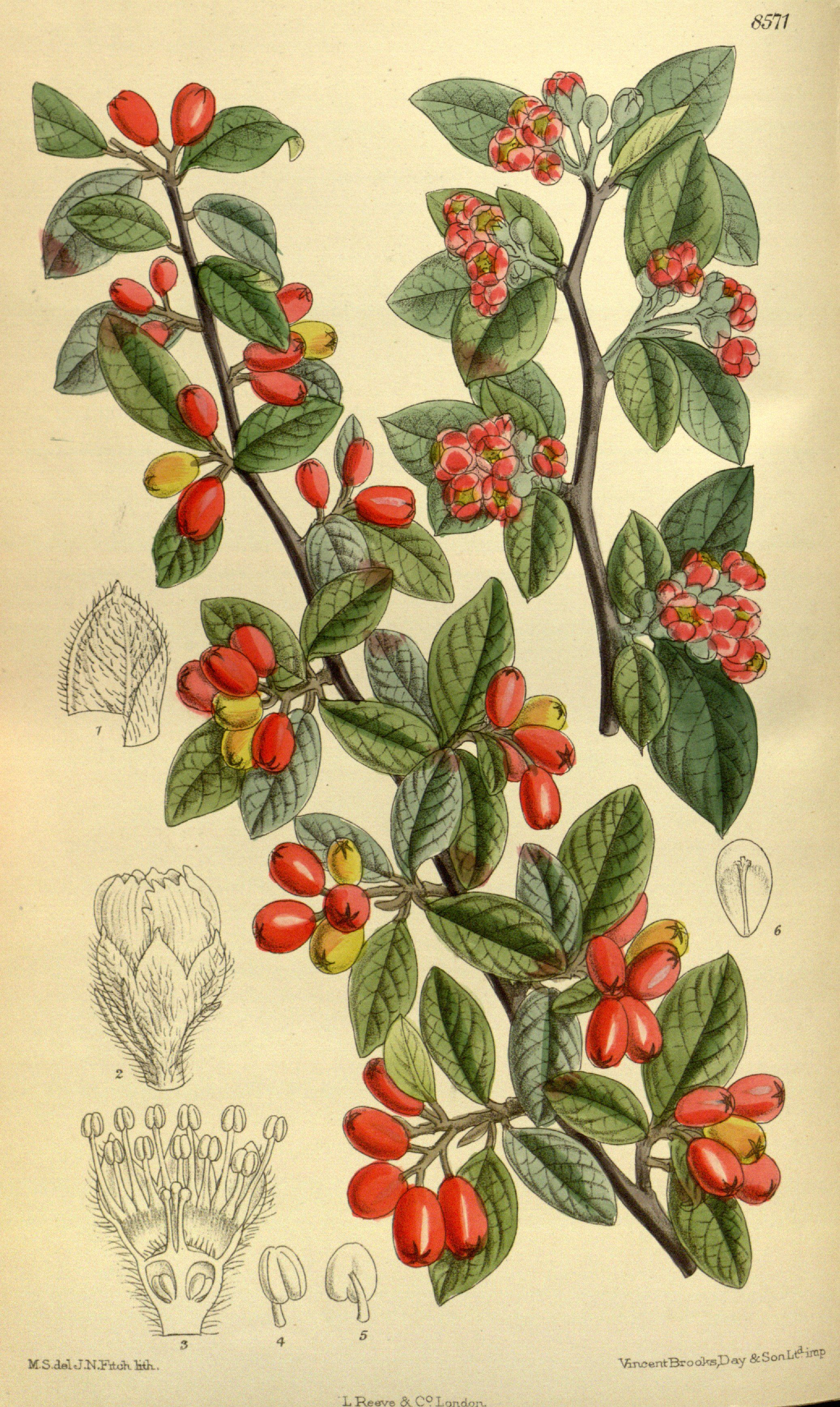
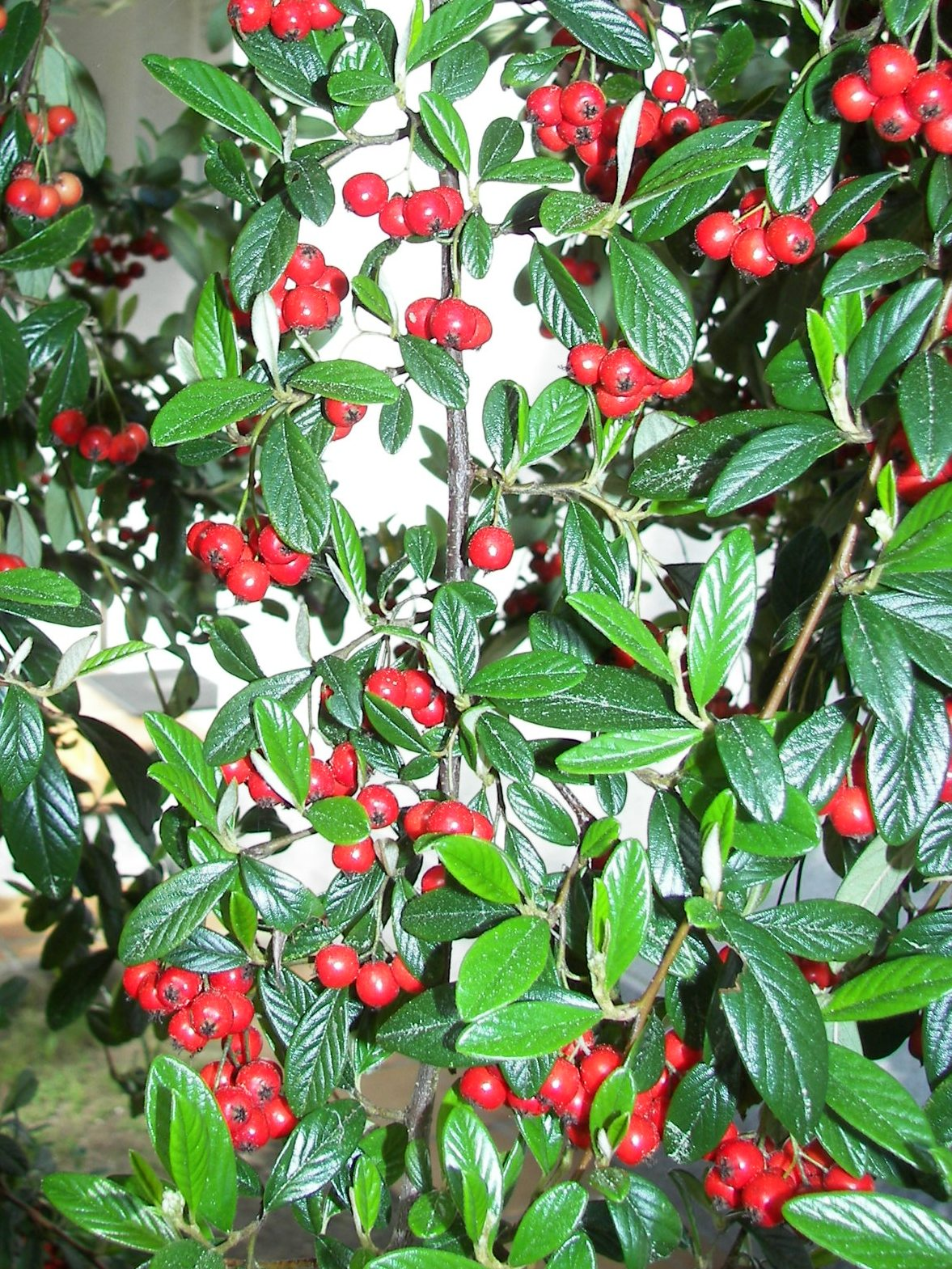
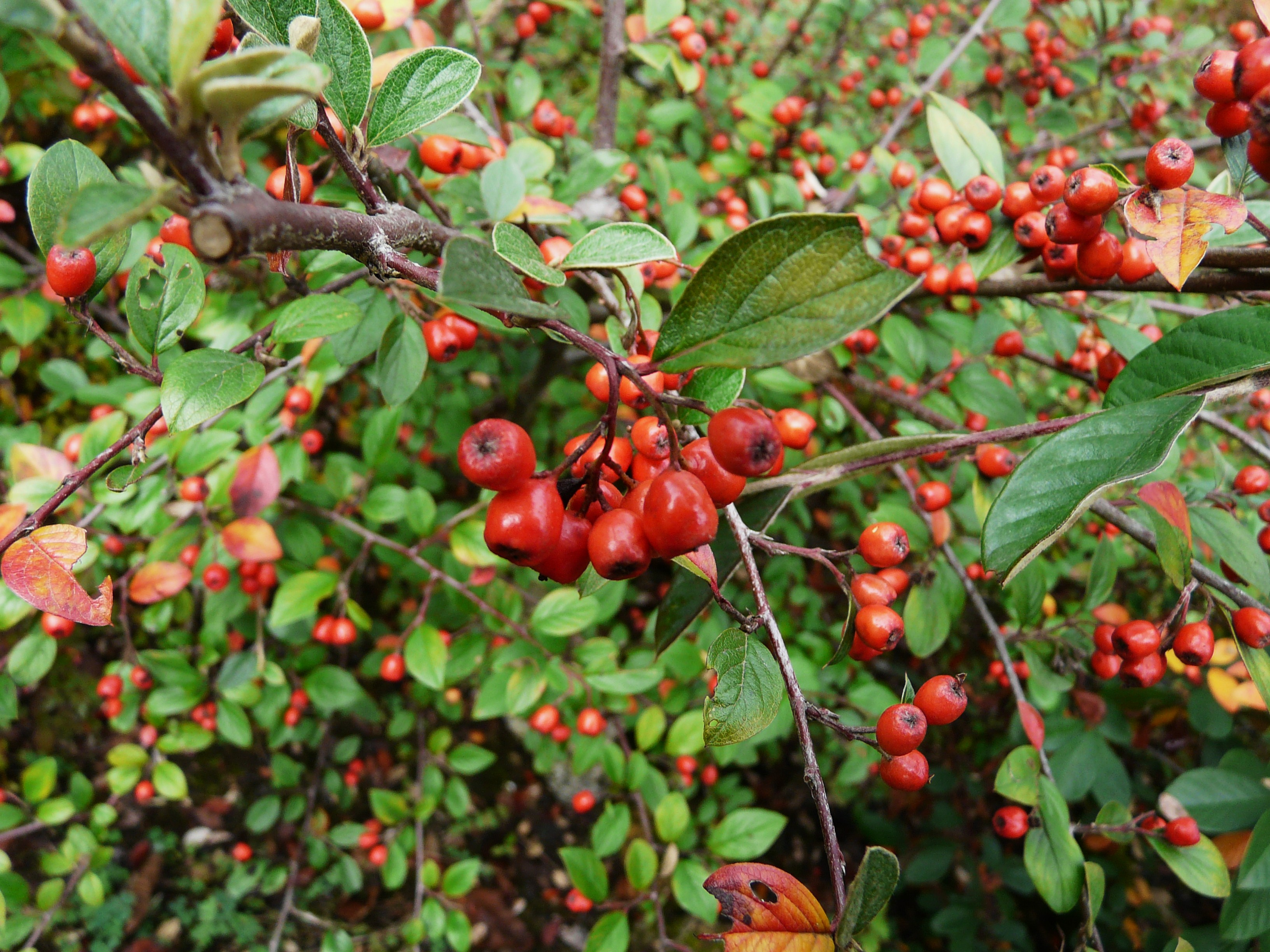
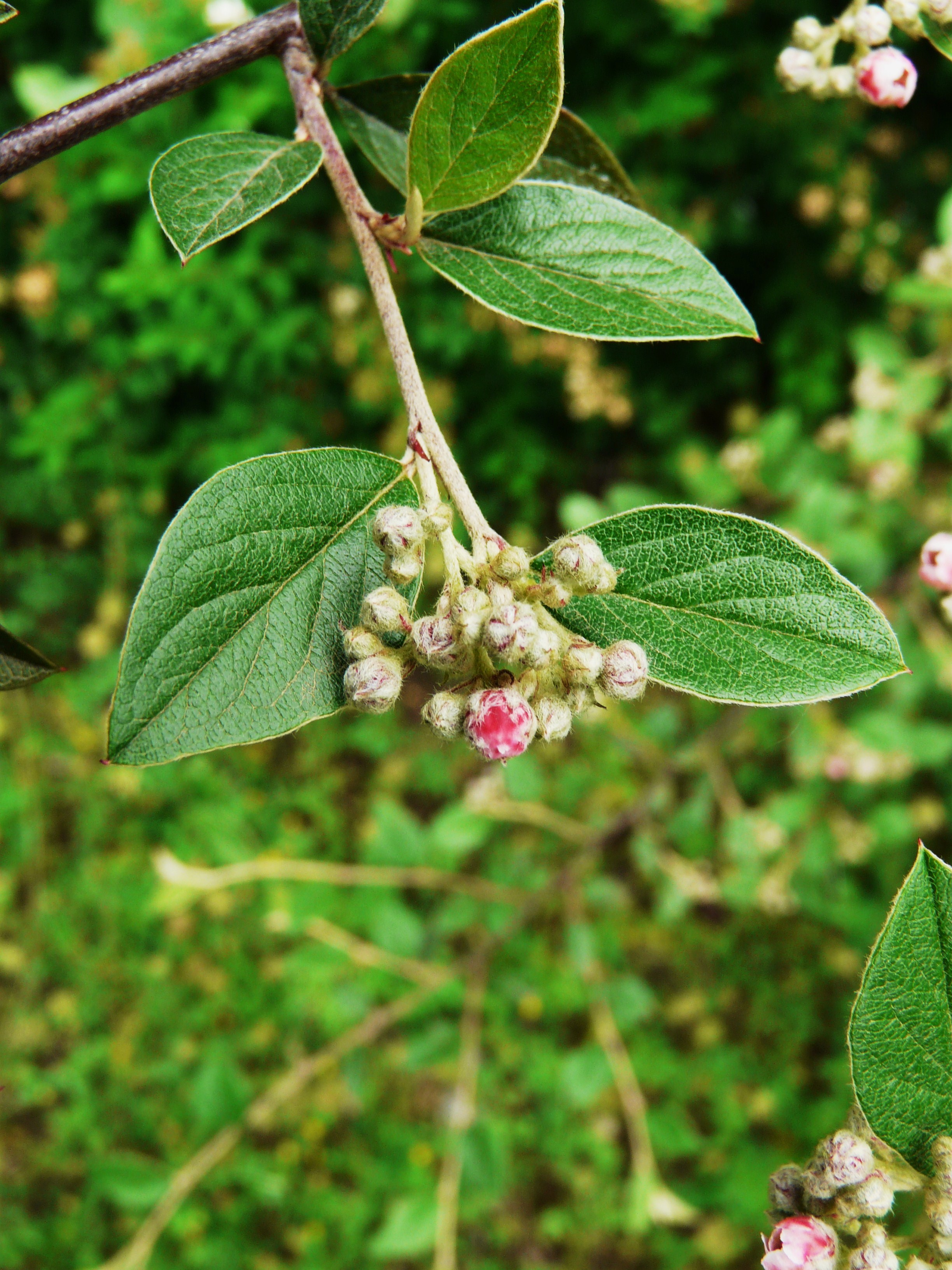